# Mareuil-la-Motte

Mareuil-la-Motte este o comună în departamentul Oise, Franța. În 1 ianuarie 2022 avea o populație de 606 de locuitori.